# 엘펜리트
《엘펜리트》(エルフェンリート, 독일어: Elfen Lied)는 일본의 만화가 오카모토 린의 만화, 그리고 그것을 원작으로 하는 애니메이션 작품이다.

## 개요

### 만화
- 주간 영점프에서 2002년 27호부터 주간 연재를 개시, 2005년 39호 종료. 단행본은 전12권.
- 덧붙여 오카모토 린의 데뷔작에도 이 제목이 붙여져 있다. 스토리는 전혀 다른데, 사고로 피아노를 그만둔 유별난 남성 피아니스트와, 바이올린으로 전향해 일류 연주자가 된 전 천재 피아니스트 여성의 이야기이다.

### 특징
- 그다지 알려지지 않았지만, 애니메이션에서는 효과음에 대해서도 논란이 있는데, 특히 잔학한 씬에서 사용되는 뼈가 부서지는 소리와 살이 찢어지는 소리가 합쳐지는 효과음은, 작품이 가진 그로테스크함을 효과적으로 살리고 있다 (《BLOOD+》, 애니메이션 판《쓰르라미 울 적에》에서도 이 효과음이 사용되고 있다). 잔인하기 때문에 아직 작품을 다 보지 못한 사람들과 미리 내용을 알고 싶지 않은 어린이, 청소년, 노약자들은 읽기를 삼가하고, 보지 않는 것이 좋다.
- 원작과 애니메이션판 공통으로, 가나가와현 가마쿠라시를 모티프로 한 무대가 설정되어 있다. 특히 애니메이션판에서는 감독 칸베 마모루의 작품인 Cosmic Baton Girl 코메트상☆ (이 작품도 카마쿠라시를 무대로 하고 있음)과 거의 다름없이 로케이션 헌팅이 되었기에, 시내에 실재하는 신사나 해안, 에노시마 전철등이 작중에 등장한다.
- 일본에서는 알 만한 사람은 아는 애니메이션이지만, 해외에서는 주인공의 강함과 그로테스크함이 먹혀들어, 상당한 인기를 얻고 있다. 2004 AnimeReactor Community Awards에서 Best Opening/Ending　콤비네이션, Best Drama, Best Thriller (Mystery/Horror), Best Fanservice수상, 루시는 베스트 여성 캐릭터 수상. 또, American Anime Awards 2007 at New York Comic-Con(초회)에서는 "Best Short Series"에 노미네이트(5작품이 노미네이트, 수상은 놓침)

## 등장인물

### 디클로니우스
루시 (ルーシー)
(목소리: 코바야시 사나에/최은비)
본작의 메인 히로인으로 주인공.
벡터의 사정거리는 전 디클로니우스 중 최저인 2m이지만 힘에 관해서는 가장 강하고 길이와 그 힘이 매우 빠른 속도로 성장한다. 애니메이션에서의 최대 개수는 4개. 디클로니우스 중 유일하게 생식이 가능한 개체이다.
뉴우 (にゅう)
(목소리: 코바야시 사나에/최은비)
루시의 다른 인격. 본인이 〈뿔이 없었으면 이렇게 있고 싶었다〉라고 무의식에서 원하고 있었던 자기자신의 모습을 투영하고 있다.
DNA의 목소리
(목소리: 코바야시 사나에/최은비)
루시의 다른 인격. 디클로니우스로서의 본능이 인격으로 형성되어 있는 모습.
나나 (ナナ)
(목소리: 마츠오카 유키)
연구소에서 실험대가 되어, 생식능력이 없기 때문에 질페리트라고 불리고 있는 디클로니우스의 한 사람.
벡터의 사정거리에 관해서는 불명(작중의 대사로 볼 때 초기의 루시 이상 마리코 이하인 것이 확정)이며, 애니메이션에서의 벡터 수는 4개.
쿠라마 실장을 아빠로 생각하고 따르며 사람을 공격하지 않는 온순한 성격.
마리코 (マリコ)
(목소리: 카와카미 토모코)
5살에 불과하지만 최강의 디클로니우스. 연구원 사이에서는 〈35번〉(애니메이션에서는 또 제3세대)라고 불리는 소녀. 쿠라마의 실제 딸.
26개의 벡터를 갖고 있으며, 최대 사정은 11m. 그 개수와 사정 모두 질페리트 최강이다.
3번
(목소리: 타카하시 미카코）
본편에서는 이미 죽어 있는 디클로니우스.
벡터의 사정거리는 불명.
누군지 모르는 사람을 위한 보충설명
쿠라마를 감염시킨 질펜리트가 3호다.

### 카에데장 주인
코우타 (コウタ)
(목소리: 스즈키 치히로 / (소년 시절은 나바타메 히토미))/남도형
본작의 준 주역이며, 키 퍼슨의 한 명. 북해도 출신. 대학교에 다니기 위해 8년 만에 카마쿠라에 찾아온 학생.
어렸을 적 루시나 유카에 대한 기억을 모두 잃은 상태.
유카 (ユカ)
(목소리: 노토 마미코/소연 (성우))
카마쿠라 출신. 코우타의 친척으로 봄부터 함께 대학교에 다니게 된다.
마유 (マユ)
(목소리: 하기와라 에미코)
유이가하마의 보트하우스에서 강아지 완타와 함께 사는 가출소녀. 코우타 일행이 떨어뜨린 우산을 돌려주러 카에데장을 찾아와, 이후 같이 살게 된다.
완타 (わん太)
(목소리: ???)
마유와 함께 행동하는 강아지의 모습을 한 불사신생명체. 본래 이름은 제임스. 작자가 애니화 될 때 유일하게 주문을 넣은 캐릭터라고 한다.

### 국립생태과학연구소 연구원
쿠라마 (蔵間)
(목소리: 호소이 오사무)
본작의 준 주역 겸 쿄우겐마와시. 연구소의 실장. 연구소 내에서는 카쿠자와 장관 다음으로 지위가 높다고 본다. 연구원 사이에서는 루시와의 인연이 가장 깊다.
시라카와 (白河)
(목소리: 나바타메 히토미)
쿠라마 직속 비서의 한 사람, 지적미녀.
키사라기 (如月)
(목소리: 야마모토 마리아)
쿠라마 직속 비서의 한 사람, 동대 출신인 듯하지만 도짓코.
사이토우 (斎藤)
(목소리: 야마모토 마리아)
마리코의 어머니 대역. 5년간 매일 모니터 너머를 관찰하고 있다.
카쿠자와 장관 (角沢長官)
(목소리: 아리모토 킨류)
벡터 바이러스 연구소의 톱에 선 남자. 미토콘드리아 이브인 루시를 이용해 신인류의 신이 되겠다는 야망을 품고 있다.

### 그 외
반도우 (坂東)
(목소리: 나카타 죠지)
경시청 특수급습부대 통칭: SAT 대원.
카쿠자와 교수 (角沢教授)
(목소리: 히라타 히로아키)
코우타와 유카가 다니는 대학교에 부임하고 있는 대학 교수. 전 연구소 연구원으로 카쿠자와 장관의 아들. 자신의 아버지와 같은 야망을 품고 있다. 초반에 루시에 의해 살해된다.
아라카와 (荒川)
(목소리: 이시하라 에리코)
카쿠자와 교수의 조수.

### 그 외 (과거)
카나에 (カナエ)
(목소리: 야마모토 마리아)
코우타의 여동생. 북해도 출신. 본편에서는 이미 숨을 거두었다.
토모오 (トモオ)
(목소리: 타카기 레이코)
루시가 어린 시절을 보낸 시설에 있던 아이. 루시를 집단 따돌림 하는 일행의 대장이며, 루시의 개를 학살하다가 결국 루시에 의해 죽음을 당했다.
소녀
(목소리: 시타야 노리코)
루시가 어린 시절을 보낸 시설에 있던 아이. 그녀와는 (형식적인 의미로)친구 관계였다. 토모오 일행에게 루시가 키우는 개에 대한 정보를 준다. 이에 배신당한 느낌을 받은 어릴적 루시에 의해 살해된다.
쿠라마 히로미 (蔵間ヒロミ)
(목소리: 칸다 아케미)
쿠라마의 부인. 본편에서는 이미 숨을 거두었다.
그림 그리는 소녀 = 타카다 아이코 (高田愛子)
(목소리: 야마모토 마리아)
그림 그리는 것을 좋아하는 여자 중학생.

## 단행본
- 엘펜리트 1권 - 2002년 10월 23일 발행 ISBN 4-08-876358-0
- 엘펜리트 2권 - 2002년 12월 16일 발행 ISBN 4-08-876379-3
- 엘펜리트 3권 - 2003년 2월 24일 발행 ISBN 4-08-876406-4
- 엘펜리트 4권 - 2003년 5월 24일 발행 ISBN 4-08-876446-3
- 엘펜리트 5권 - 2003년 8월 24일 발행 ISBN 4-08-876477-3
- 엘펜리트 6권 - 2003년 11월 24일 발행 ISBN 4-08-876513-3
- 엘펜리트 7권 - 2004년 3월 24일 발행 ISBN 4-08-876579-6
- 엘펜리트 8권 - 2004년 7월 21일 발행 ISBN 4-08-876638-5
- 엘펜리트 9권 - 2004년 10월 24일 발행 ISBN 4-08-876696-2
- 엘펜리트 10권 - 2005년 3월 23일 발행 ISBN 4-08-876764-0
- 엘펜리트 11권 - 2005년 8월 24일 발행 ISBN 4-08-876838-8
- 엘펜리트 12권 - 2005년 11월 23일 발행 ISBN 4-08-876884-1

## 주제가
- 오프닝 테마 〈LILIUM〉 콘도 유키오
- 엔딩 테마 〈be your girl〉 카와베 치에코

오프닝 등에 사용되는 화면은 구스타프 클림트의 그림을 원전으로 하고 있다.